# Částkov (Plzeň)
Částkov é uma comuna checa localizada na região de Plzeň, distrito de Tachov.